# إدافوصوريات
الإدافوصوريات (Edaphosauridae) هي عائلة من السينابسيدات معظمها كبيرة (تصل إلى 3 أمتار أو أكثر) عاشت من العصر الكربوني المتأخر (البنسلفاني) إلى العصر البرمي المبكر (السسورالي)، حفريات الإدافوصور معروفة فقط حتى الآن في أمريكا الشمالية و أوروبا.

## وصلات خارجية
- Edaphosauridae